# الساندرو کونتیچیو
الساندرو کونتیچیو (انگلیسی: Alessandro Conticchio؛ زادهٔ ۱۹ ژانویهٔ ۱۹۷۴) بازیکن فوتبال اهل ایتالیا است.
از باشگاه‌هایی که در آن بازی کرده‌است می‌توان به باشگاه فوتبال اینتر میلان، باشگاه فوتبال تورینو، باشگاه فوتبال لچه، باشگاه فوتبال کالیاری، و باشگاه فوتبال آولینو اشاره کرد.